# Francisco García
Francisco García (Santo Domingo, Dominikanska Republika, 31. prosinca 1981.) je dominikanski košarkaš koji trenutno igra za NBA momčad Sacramento Kings. García igra na pozicijama bek šutera i niskog krila, a prije ulaska u NBA nastupao je za sveučilište Louisville. Na NBA Draftu 2005. izabrala ga je momčad Sacramento Kingsa u 1. rundi kao 23. pick. U momčadi igra na različitim pozicijama a 25. rujna 2008. je s klubom potpisao petogodišnji ugovor vrijedan 23 milijuna USD.
Tijekom sveučilišne karijere dominikanski košarkaš je imao prosjek od 15,7 koševa, a s University of Louisville je 2005. nastupio na NCAA Final Fouru košarkaške divizije 1 koji je održan u Missouriju.
S košarkaškom reprezentacijom Dominikanske Republike je 2003. osvojio srebro na Panameričkim igrama koje su održane u njegovoj domovini, a 2008. broncu na prvenstvu centralne Amerike.

## NBA statistika

### Regularni dio
| Godina    | Klub       | Odig. uta. | Uta. poč. | Min. | 2P%  | 3P%  | Sl. bac.% | Skok. | Asist. | Ukr. lop. | Blok. | Koševa |
| --------- | ---------- | ---------- | --------- | ---- | ---- | ---- | --------- | ----- | ------ | --------- | ----- | ------ |
| 2005./06. | Sacramento | 67         | 11        | 19.4 | .400 | .285 | .772      | 2.8   | 1.4    | .6        | .7    | 5.6    |
| 2006./07. | Sacramento | 79         | 5         | 17.8 | .429 | .356 | .833      | 2.6   | 1.1    | .6        | .5    | 6.0    |
| 2007./08. | Sacramento | 79         | 20        | 26.5 | .463 | .391 | .799      | 3.3   | 1.6    | 1.2       | .6    | 12.3   |
| 2008./09. | Sacramento | 65         | 36        | 30.4 | .444 | .398 | .820      | 3.4   | 2.3    | 1.2       | 1.0   | 12.7   |
| 2009./10. | Sacramento | 25         | 4         | 23.0 | .466 | .390 | .882      | 2.6   | 1.8    | .4        | .8    | 8.1    |
| Ukupno    |            | 315        | 76        | 23.4 | .443 | .370 | .803      | 3.0   | 1.6    | .9        | .7    | 9.0    |

### Doigravanje
| Godina    | Klub       | Odig. uta. | Uta. poč. | Min. | 2P%  | 3P%  | Sl. bac.% | Skok. | Asist. | Ukr. lop. | Blok. | Koševa |
| --------- | ---------- | ---------- | --------- | ---- | ---- | ---- | --------- | ----- | ------ | --------- | ----- | ------ |
| 2005./06. | Sacramento | 6          | 0         | 6.8  | .455 | .250 | 1.000     | .3    | .2     | .3        | .3    | 2.2    |
| Ukupno    |            | 6          | 0         | 6.8  | .455 | .250 | 1.000     | .3    | .2     | .3        | .3    | 2.2    |

## Vanjske poveznice
- Profil igrača na NBA.com
- Statistika igrača na Basketball-reference.com